# Pielnica
Pielnica (phát âm tiếng Ba Lan: [pʲɛlˈɲitsa]; tiếng Đức: Pella hoặc Piella 1419, Pielica 1441, Pielnyka 1512) là một con sông ở khu vực Đông Nam Ba Lan. Tên của nó xuất phát từ phương ngữ tiếng Đức cổ piella, dòng sông, một nhánh của sông Wislok ở bờ phải. Nó bắt đầu ở vùng núi Bieszczady và chảy qua phía tây Pogórze Bukowskie. Pielnica bắt nguồn ở dãy núi Carpathian gần đỉnh Skibce, ở độ cao 776 mét, gần biên giới Ba Lan-Slovakia. Dòng sông cuối cùng chảy vào Wisłok tại Besko, phía bắc Sanok. Một số dòng chảy vào Pielnica ở đó từ những ngọn đồi gần đó, cụ thể là ở phía tây từ Wysoka Góra (432 mét) và ở phía đông từ Bukowica (541 mét).

## Làng
Các làng chính; Nowotaniec, Nadolaly, Nagórzany, Wola Sękowa, Odrzechowa, Pielnia, Długie, Besko.
Thung lũng Pielnica là một tuyến đường thương mại quan trọng và trục định cư của con người sớm nhất là vào thế kỷ 14 hoặc 15. Khu vực này sau đó đã trở thành một phần của nhà nước Great Moravia. Khi cuộc xâm lược của các bộ lạc Hungary vào trung tâm của Đế chế Moravia vĩ đại vào khoảng năm 899, những người Lendia của khu vực đã tuyên bố trung thành với Đế quốc Hungary. Khu vực này sau đó trở thành địa điểm tranh chấp giữa Ba Lan, Kievan Rus và Hungary bắt đầu từ ít nhất là vào thế kỷ thứ 9. Khu vực này đã được đề cập lần đầu tiên vào năm 981 (bởi Nestor), khi Volodymyr Đại đế Kievan Rus đưa khu vực này nằm trên con đường dẫn vào Ba Lan. Năm 1018, nó quay trở lại Ba Lan, 1031 trở lại với Rus, vào năm 1340 Kazimierz III của Ba Lan đã phục hồi nó.
Trong các ghi chép lịch sử, dòng sông được đề cập lần đầu tiên vào năm 1361. Trước Thế chiến II, dòng Pielnica và Osława, được chỉ định là biên giới hoang dã giữa Ba Lan và Lemkos.

## Những con đường mòn đi bộ đường dài
- Tuyến đi bộ châu Âu E8 
  - Pasmo Bukowicy - Kanasiówka (823 m) - Wisłok Wielki - Tokarnia (778 m), 1   km - Wola Piotrowa
  - Komańcza - Dołżyca - Garb Średni (822 m) - Kanasiówka (823 m) - Moszczaniec - Surowica - Darów - Pulawy Gorne - Besko